# NGC 5253

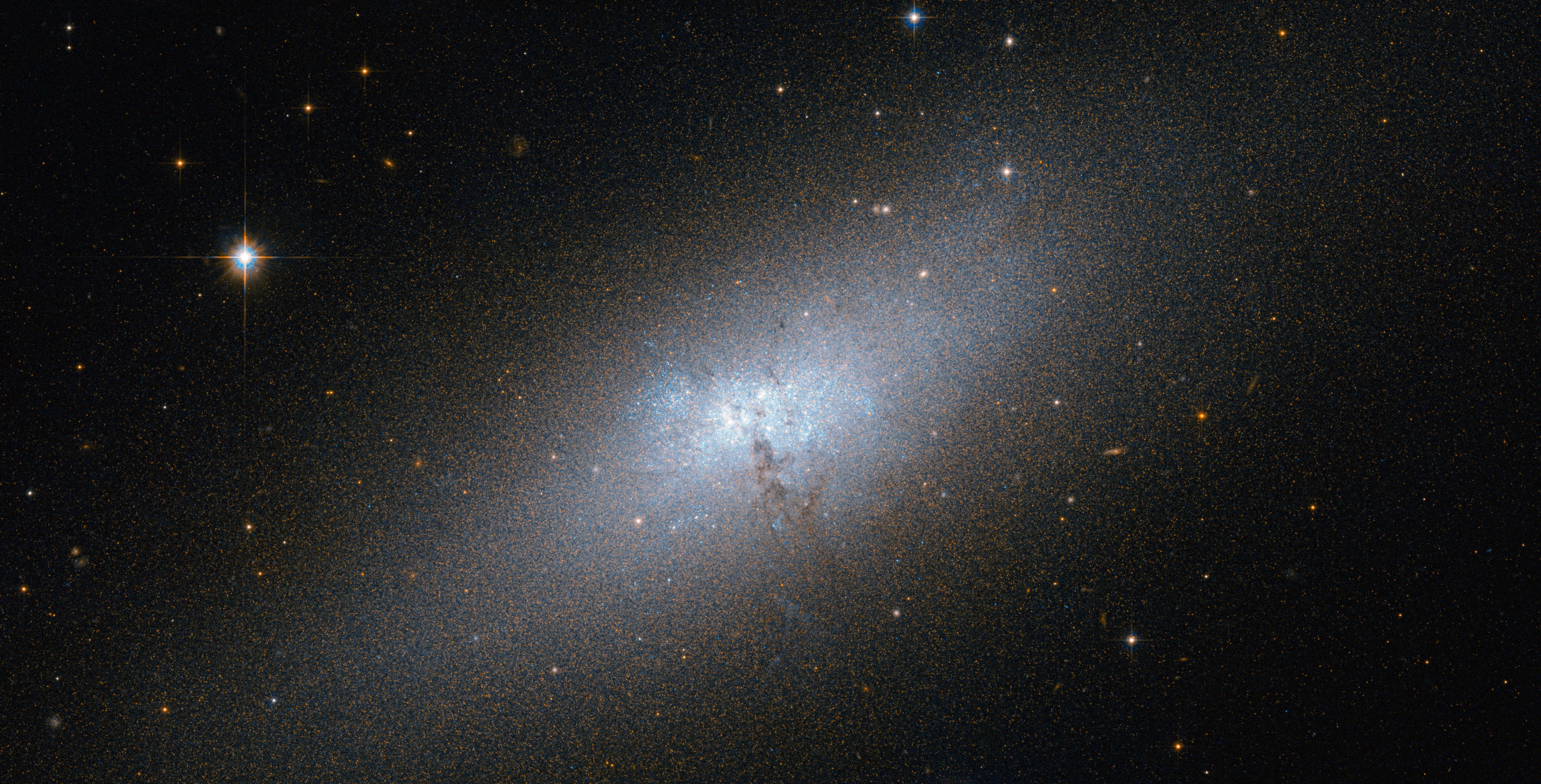
NGC 5253 (HST)

NGC 5253 (również PGC 48334 lub UGCA 369) – karłowata galaktyka nieregularna (Im pec), znajdująca się w gwiazdozbiorze Centaura w odległości 11 milionów lat świetlnych od Ziemi. Została odkryta 15 marca 1787 roku przez Williama Herschela. Należy do grupy galaktyk M83. Jest galaktyką gwiazdotwórczą zaliczaną do tzw. niebieskich zwartych galaktyk karłowatych (Blue Compact Dwarf, BCD).
Galaktyka NGC 5253 zawiera rozszerzające się mgławice pyłu i gazu, w których zanurzone są gromady gwiazd. Jedna z tych mgławic ma średnicę zaledwie od 6 do 10 lat świetlnych, lecz według szacunków zawiera około miliona młodych gwiazd w wieku do miliona lat. Gwiazdy tej gromady wypromieniowują łącznie miliard razy więcej energii niż Słońce. Gwiazdy są gęsto upakowane na obszarze o średnicy 3 lat świetlnych. W gromadzie gwiazd znajduje się ponad 4 tysiące gorących, masywnych, jasnych gwiazd typu widmowego O, które żyją kilka milionów lat. Tak duża liczba masywnych gwiazd ma ogromny wpływ na swoje otoczenie. Ich ciśnienie promieniowania gwałtownie rozdmuchuje pozostałości mgławicy, formując falę uderzeniową wymiatającą całą materię z rejonu mgławicy i uniemożliwiającą tworzenie się w tym rejonie nowych gwiazd w przyszłości. Obecne tempo ekspansji utrzyma się maksymalnie przez 15 000 lat, gdyż siła grawitacji powinna powstrzymać ekspansję, spowalniając falę uderzeniową.
W galaktyce NGC 5253 zaobserwowano dwie supernowe: SN 1895B i SN 1972E. Trzeci zgłoszony przypadek supernowej (SN 1986F) okazał się obszarem H II.